# Gianfranco Rosi
Gianfranco Rosi (ur. 30 listopada 1963 w Asmarze) – włoski reżyser, scenarzysta, operator i producent filmowy.
Film Gianfranco Rosiego Rzymska aureola był pierwszym filmem dokumentalnym w historii Międzynarodowego Festiwalu Filmowego w Wenecji, który został uhonorowany Złotym Lwem oraz pierwszym od 15 lat włoskim obrazem, który zwyciężył na tym festiwalu (poprzedni włoski film – Echa dzieciństwa Gianniego Amelio – został uhonorowany Złotym Lwem w 1998 roku).
Meryl Streep – przewodnicząca jury na 66. Międzynarodowym Festiwalu Filmowym w Berlinie w lutym 2016 roku – wręczając Gianfranco Rosiemu statuetkę Złotego Niedźwiedzia za film Fuocoammare określiła jego film jako „pilny, wpływający na wyobraźnię i konieczny do zobrazowania”.
Zasiadał w jury sekcji "Horyzonty" na 66. MFF w Wenecji (2009).

## Życiorys
Gianfranco Rosi rodził się w 1964 roku w mieście Asmara, położonym wówczas w Etiopii. Podczas wojny o niepodległość Erytrei (1961–1991) w wieku 13 lat, celem zapewnienia mu bezpieczeństwa, został skierowany przez rodziców do Włoch, gdzie udał się na pokładzie wojskowego samolotu. Jego rodzice pozostali w Etiopii. Jako młody chłopak mieszkał w Rzymie oraz w Stambule. W wieku 20 lat wyjechał do Nowego Jorku, gdzie uczęszczał do Tisch School of the Arts.
Jego debiutem filmowym był Boatman z 1993 roku, który był wyświetlany na wielu międzynarodowych festiwalach filmowych, m.in. na: Sundance Film Festival, Międzynarodowym Festiwalu Filmowym w Locarno, Międzynarodowym Festiwalu Filmowym w Toronto oraz International Documentary Film Festival Amsterdam.

## Filmografia
Reżyser:
- Boatman (1993)
- Afterworlds (2001)
- Below Sea Level (2008)
- Pokój 164. Spowiedź mordercy (wł. El sicario – Room 164, 2010)
- Rzymska aureola (wł. Sacro GRA, 2013)
- Fuocoammare (2016)

## Nagrody i nominacje
70. Międzynarodowy Festiwal Filmowy w Wenecji (2013)
- Złoty Lew (Rzymska aureola)

66. Międzynarodowy Festiwal Filmowy w Berlinie (2016)
- Złoty Niedźwiedź (Fuocoammare)[3]
- Nagroda Jury Ekumenicznego (Fuocoammare)[4]
- Nagroda specjalna 32. festiwalu EnergaCamerimage w Toruniu (2024)[5]